# Mine de Chuquicamata
La mine de Chuquicamata, au Chili, est la plus grande mine de cuivre à ciel ouvert du monde.
Située dans le désert d'Atacama au nord du Chili à 15 km de la ville de Calama et à 250 km au nord-est d'Antofagasta, cette mine contient à elle seule 13 % des réserves mondiales de cuivre.
La mine est située entre 2 700  et   3 000 m d'altitude, dans une région où les précipitations sont inexistantes. La mine a une forme elliptique, sa superficie est d'environ huit km² et sa profondeur atteint par endroits plus de 850 m, ce qui en fait la deuxième mine à ciel ouvert la plus profonde du monde après la mine de Bingham Canyon (1 210 m de profondeur) dans l'Utah aux États-Unis.
Elle appartient au groupe d'État chilien Codelco.

La production de la mine a été d'environ 1 200 000 tonnes de cuivre en 2007 auxquels se rajoutent 125 000 tonnes du site de Radomiro Tomić situé à sept km au nord.

## Historique
La mine était déjà exploitée avant la colonisation hispanique. Le mot Chuquicamata vient de la langue aymara, il désigne les premiers habitants de la région.
La région où se trouve la mine est passée sous contrôle chilien à la suite de la guerre du Pacifique et aux traités qui l'ont suivie. Les veines de Zaragoza, Balmaceda, Angelica, Poderosa, Lerida, et San Antonio sont exploitées à la fin du XIXe siècle.
Jusqu'à l'achat, en 1911, par l'entreprise Guggenheim Bros des terrains de la mine de Chuquicamata, aucune exploitation ne s'avère vraiment viable. En début 1912, la Chile Exploration Company, avec un capital de 1 000 000 dollars commence les travaux d'ouverture de la mine. Ces travaux préliminaires estiment alors les réserves à au moins 154 000 000 tonnes de minerai, d'une teneur moyenne de 2,5 % en cuivre. En réalité, le gisement s'avèrera bien plus important…
La construction débute en février 1913 et la production démarre en mars 1915. Le 18 mai 1915, la première barre de cuivre de l'histoire contemporaine de la mine est produite.
Guggenheim Bros continue l'exploitation de la mine sous divers noms. La Chile Copper Co., d'un capital de 110 000 000 dollars est créée pour racheter les avoirs de la Chile Exploration Co. Une recherche intensive est menée pour contourner les difficultés liées à la qualité du minerai, riche en nitrates, en chlorures et en sulfates. La méthode développée pour traiter le minerai, le procédé Guggenheim, est un procédé hydrométallurgique mis au point sous la direction du chimiste Elias Anton Cappelen Smith. Malgré les sommes considérables investies, celle-ci s'avère encore plus économique qu'escompté.
Anaconda Copper continue ensuite l'exploitation de la mine jusqu'à la nationalisation de l'extraction de cuivre par le gouvernement Allende vers les années 1971-1972. La mine figure sur le billet de 500 escudos chiliens émis en 1971.
Actuellement, l'exploitation de la mine est assurée par Codelco, entreprise détenue à 100 % par l'État chilien.
La mine a été visitée par Che Guevara.
Les mineurs se déclarent en grève illimitée à partir du 14 juin 2019. Ils demandent une hausse des salaires et une meilleure couverture santé, étant exposés à des maladies chroniques à cause de leur travail.

## Impact sur l'environnement
Une forte contamination des alentours de la mine est constatée, avec des effets importants sur l'eau, l'air et la santé des habitants de la région.

## Galerie

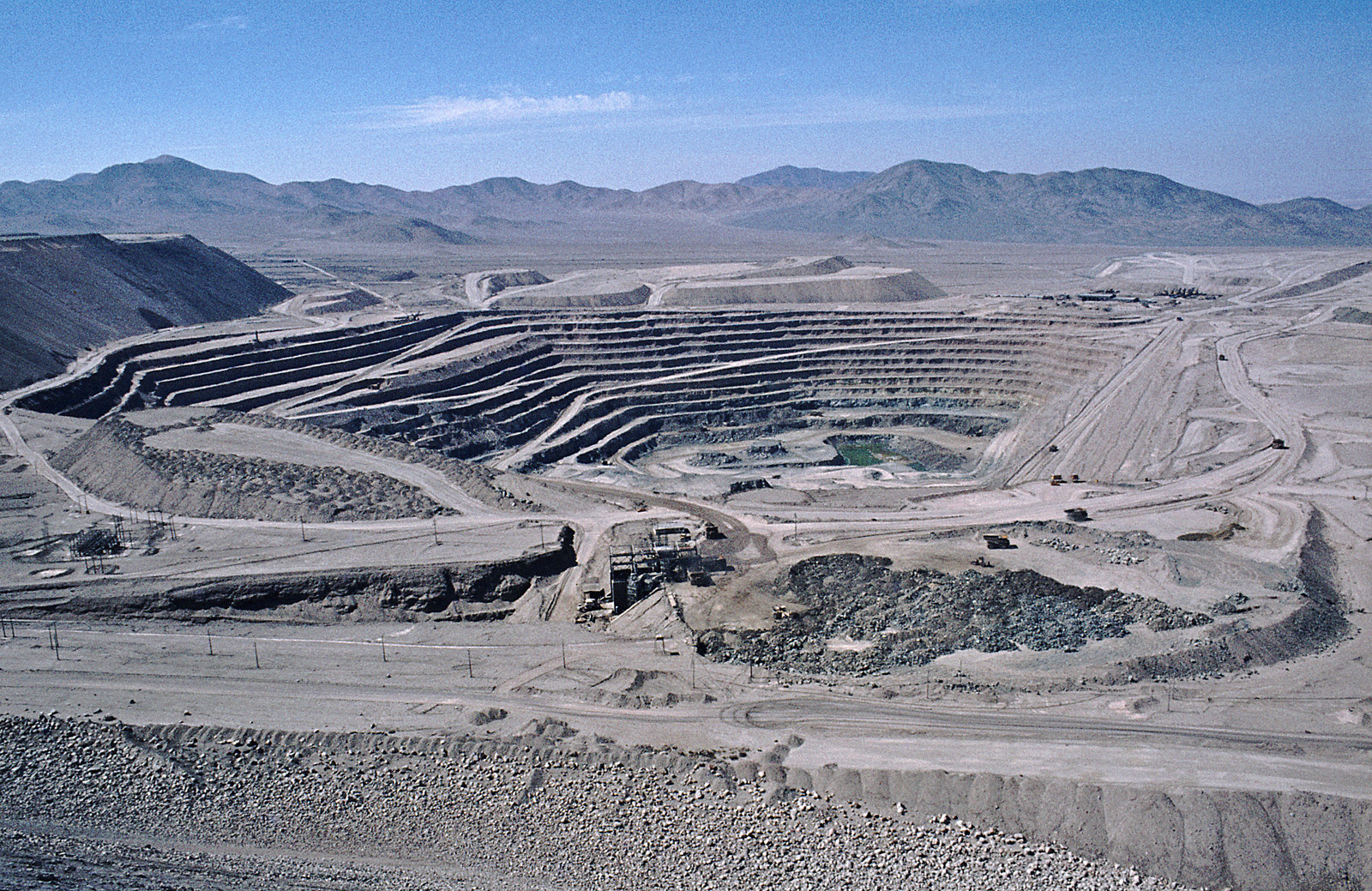
Une partie de la mine de Chuquicamata
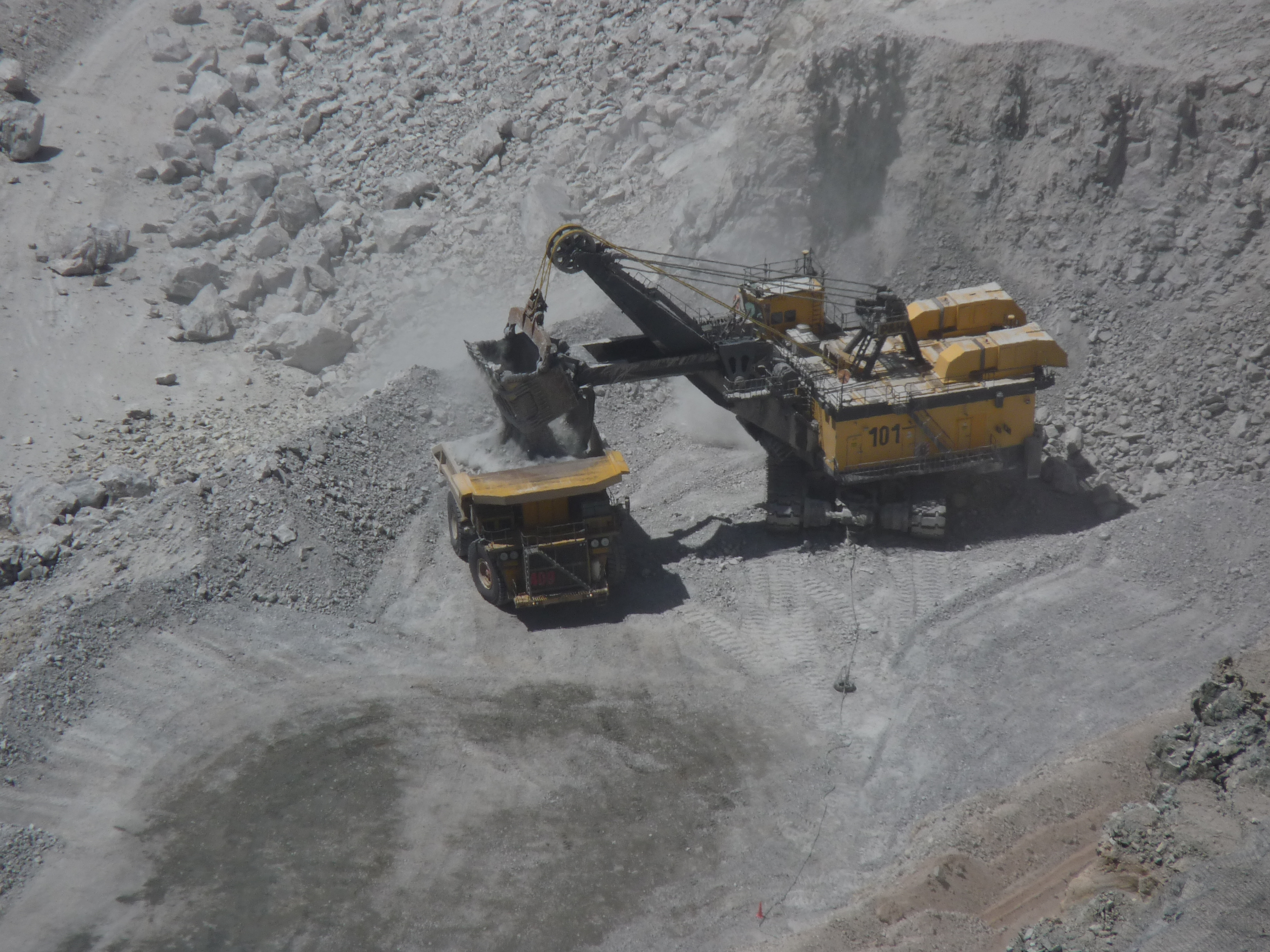
Travail dans le fond du cratère
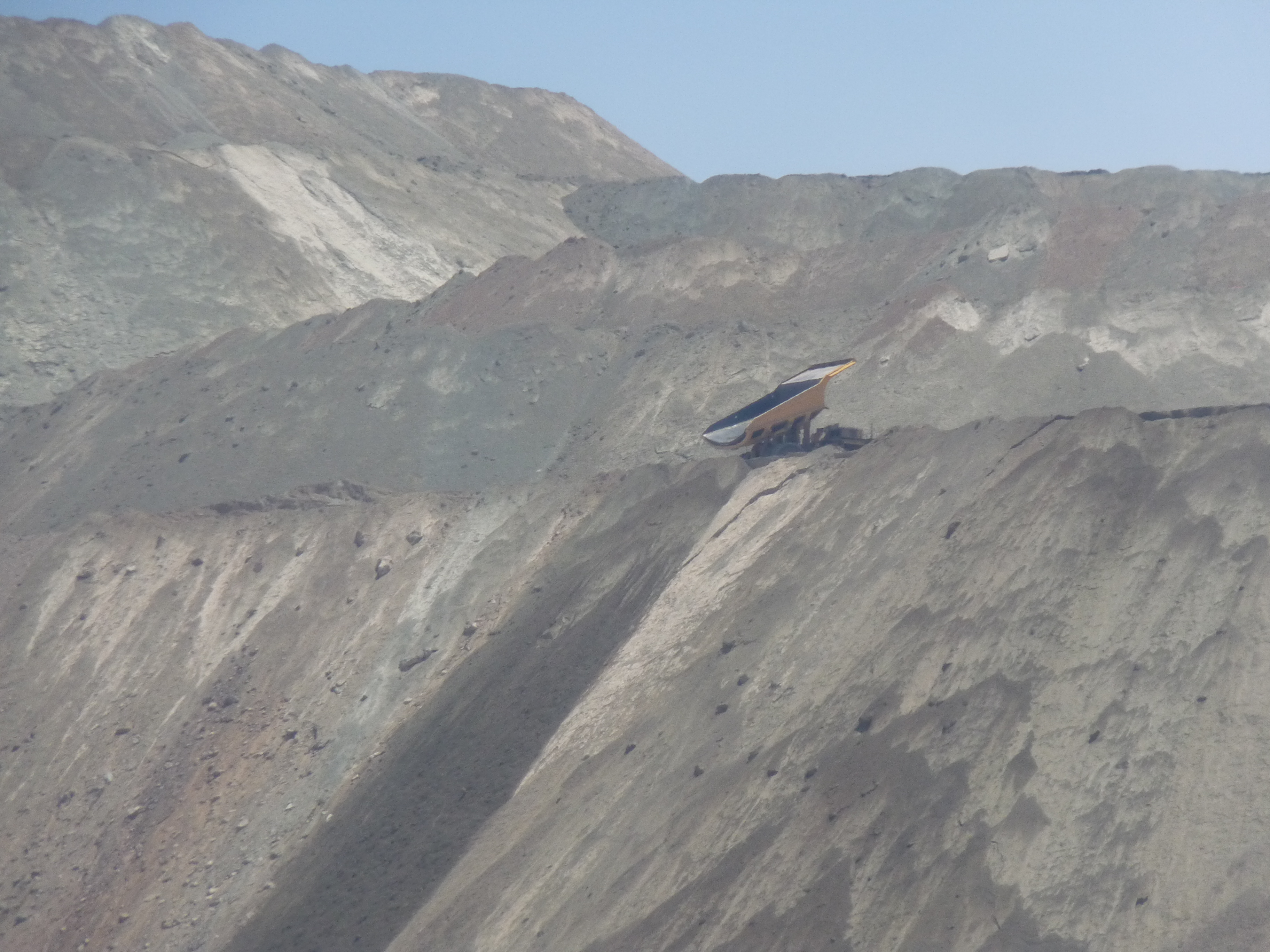
Déchets de la mine déchargés par un tombereau.
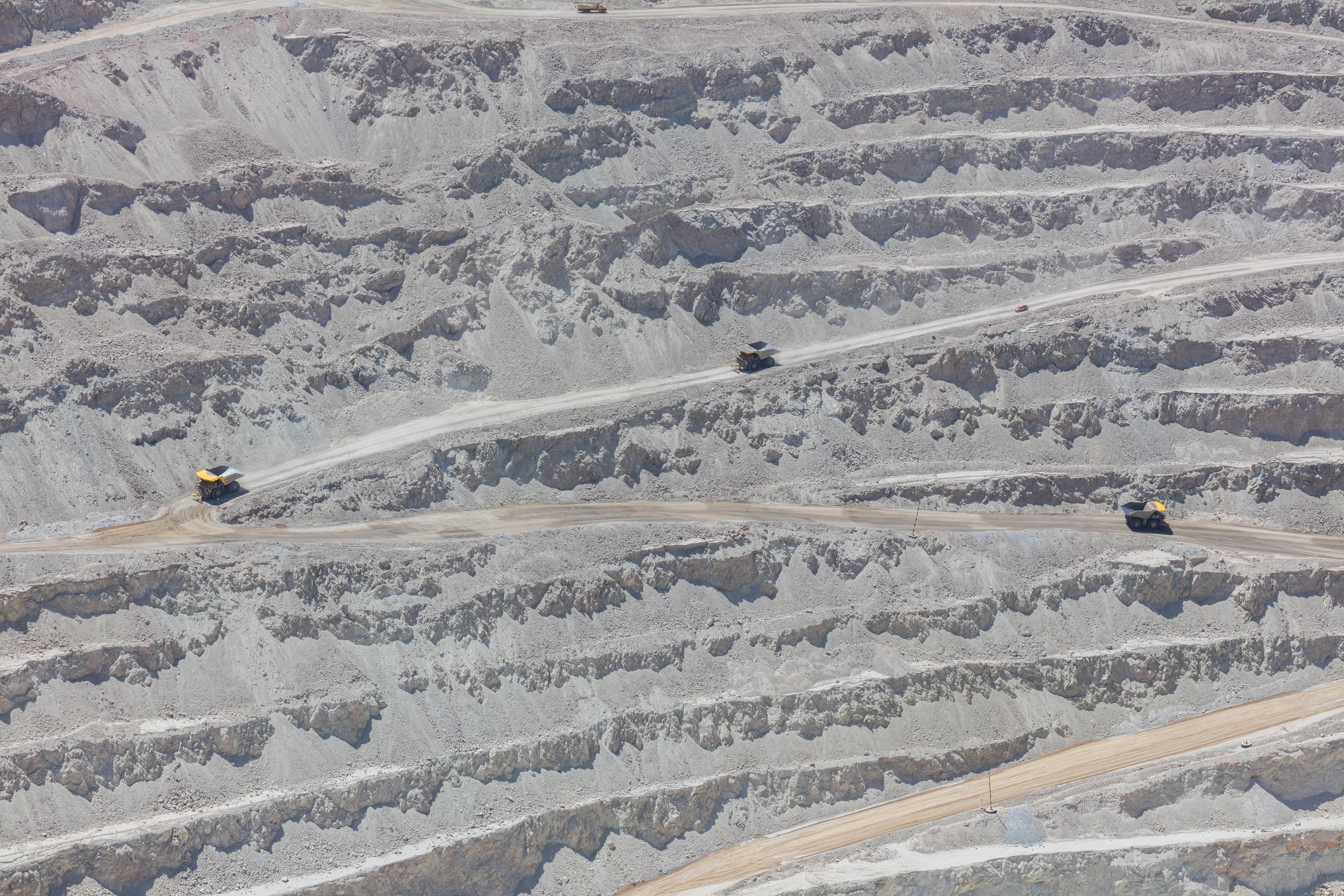
Intérieur de la mine